# Audi 80
Audi 80 – model samochodu osobowego segmentu D produkowanego przez Audi AG w latach 1972-2000.
Pierwsza wersja (B1) zdobyła tytuł Samochodu Roku 1973.
W wersji B2 na początku lat 80. do produkcji wprowadzono silnik Diesla, a facelifting drugiej generacji (1984) przyniósł pełne ocynkowanie nadwozia, które było stosowane we wszystkich następnych generacjach. Od 1982 występowała ponadto odmiana Quattro wyposażona w stały napęd na obie osie.
Luksusową odmianą Audi 80 był model 90, na rynku północnoamerykańskim modele B2 nosiły oznaczenie 4000, a B4 90.
W 1996 roku nastąpiło wstrzymanie produkcji tego modelu, który został zastąpiony modelem A4.

## B1 (1972-1978)

### Historia
Pierwsza generacja modelu zadebiutowała w roku 1972. Zastępowała ona model F103. Do napędu użyto silników R4 z rozrządem typu SOHC. Samochód dostępny był jako 2- i 4-drzwiowy sedan oraz 5-drzwiowe kombi, które oferowano jedynie na rynek północnoamerykański. Tam też auto było sprzedawane pod oznaczeniem Audi Fox. Technicznie model opierał się w dużej mierze na Volkswagenie Passacie B1.
W Audi 80 B1 przednie zawieszenie oparte było na kolumnach Macphersona, natomiast tylne na belce i drążku Panharda wraz ze sprężynami śrubowymi i amortyzatorami.
Skutkiem udanych prac rozwojowych w zakresie designu Audi 80 w 1973 r. przyznano tytuł „European Car of the Year”, pokonując m.in. Renault 5 czy Alfę Romeo Alfette.
Auto przeszło lifting w 1976 roku. Wprowadzono wówczas nowe, kwadratowe tylne i przednie światła w stylu nowo wprowadzonych Audi 100 C2 stosując także 1,6 zamiast 1,5 litrowych silników (jeszcze z 75/85 KM) oraz dodano nowy model – 80 GTE z silnikami 1,6 l z wtryskiem paliwa (110 KM; 81 kW) zastępując wcześniejszą wersję 80 GT.
Na niektórych rynkach oferowany był również jako wersja pięciodrzwiowa „Avant”. Był to sprzedawany z sukcesem Volkswagen Passat z podmienioną atrapą chłodnicy na Audi z przodu pojazdu.
Produkcja pierwszej generacji trwała do 1978 roku kiedy to zdecydowano o zakończeniu produkcji samochodów opartych na platformie B1. Fabrykę opuściło 1 103 766 egzemplarzy.

### Modele i wersje silnikowe
| Model                             | Lata produkcji                    | Typ silnika                          | Pojemność silnika                 | Moc silnika (KM)                  | Prędkość maksymalna               |
| Silniki benzynowe B1 (1972-1978): | Silniki benzynowe B1 (1972-1978): | Silniki benzynowe B1 (1972-1978):    | Silniki benzynowe B1 (1972-1978): | Silniki benzynowe B1 (1972-1978): | Silniki benzynowe B1 (1972-1978): |
| --------------------------------- | --------------------------------- | ------------------------------------ | --------------------------------- | --------------------------------- | --------------------------------- |
| Audi 80 / 80 L                    | 1972 – 1978                       | R4-8v SOHC (gaźnik)                  | 1297 cm³                          | 55 przy 5500 obr./min             | 147 km/h                          |
| Audi 80 S                         | 1972 – 1975                       | R4-8v SOHC (gaźnik)                  | 1471 cm³                          | 75 przy 5800 obr./min             | 160 km/h                          |
| Audi 80 LS                        | 1972 – 1978                       | R4-8v SOHC (gaźnik)                  | 1471 cm³                          | 75 przy 5800 obr./min             | 160 km/h                          |
| Audi 80 GLS                       | 1975 – 1978                       | R4-8v SOHC (gaźnik)                  | 1588 cm³                          | 75 przy 5600 obr./min             | 160 km/h                          |
| Audi 80 GL                        | 1972 – 1975                       | R4-8v SOHC (gaźnik)                  | 1471 cm³                          | 85 przy 5800 obr./min             | 168 km/h                          |
| Audi 80 LS                        | 1976 – 1978                       | R4-8v SOHC (gaźnik)                  | 1588 cm³                          | 85 przy 5600 obr./min             | 170 km/h                          |
| Audi 80 GLS                       | 1976 – 1978                       | R4-8v SOHC (gaźnik)                  | 1588 cm³                          | 85 przy 5600 obr./min             | 170 km/h                          |
| Audi 80 GLX                       | 1978                              | R4-8v SOHC (gaźnik)                  | 1588 cm³                          | 85 przy 5600 obr./min             | 170 km/h                          |
| Audi 80 GT                        | 1973 – 1975                       | R4-8v SOHC (gaźnik)                  | 1588 cm³                          | 100 przy 6000 obr./min            | 173 km/h                          |
| Audi 80 GTE                       | 1975 – 1978                       | R4-8v SOHC (wtrysk Bosch K-Jetronic) | 1588 cm³                          | 110 przy 6100 obr./min            | 181 km/h                          |

### Galeria

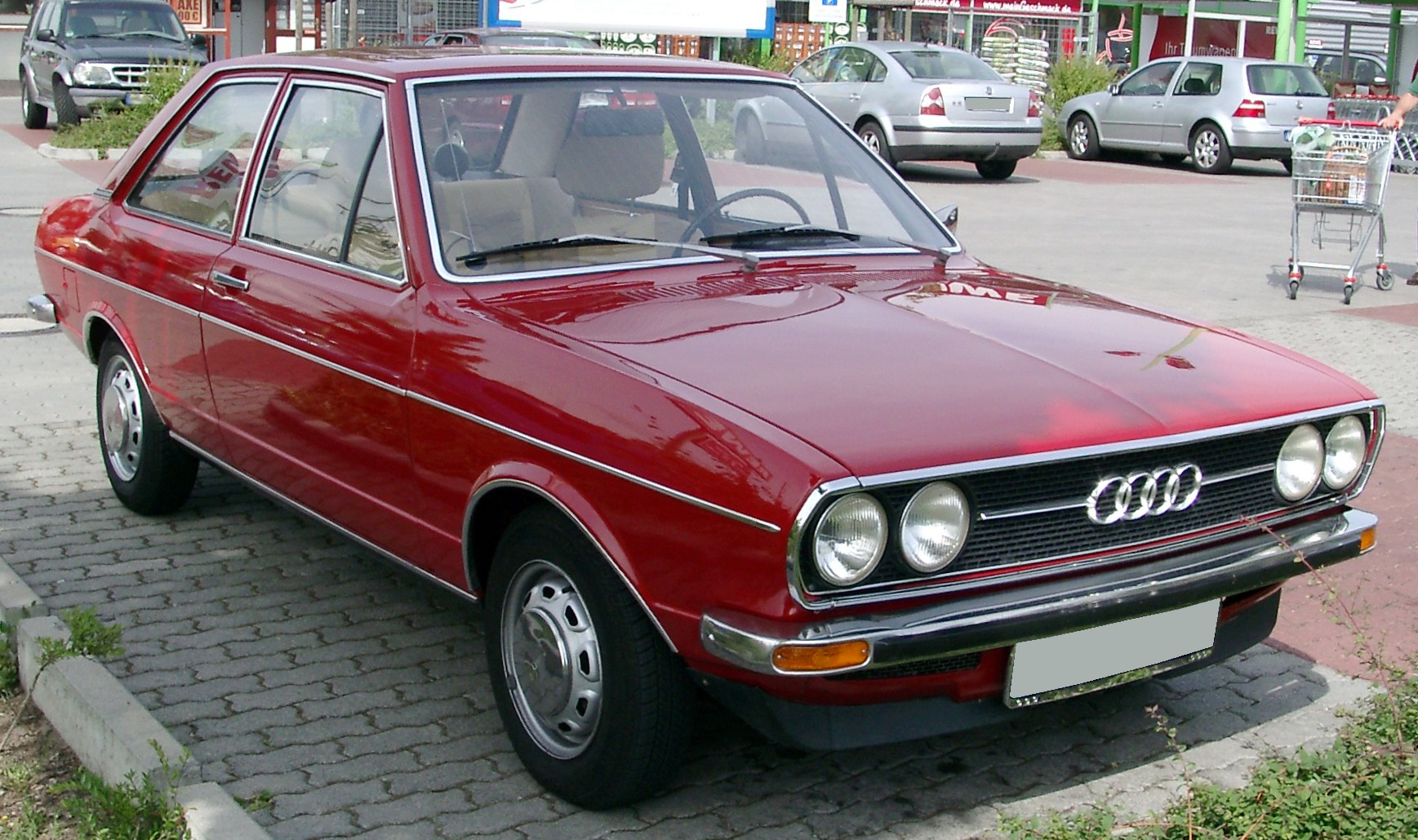
Audi 80 B1 Typ 80 – przód
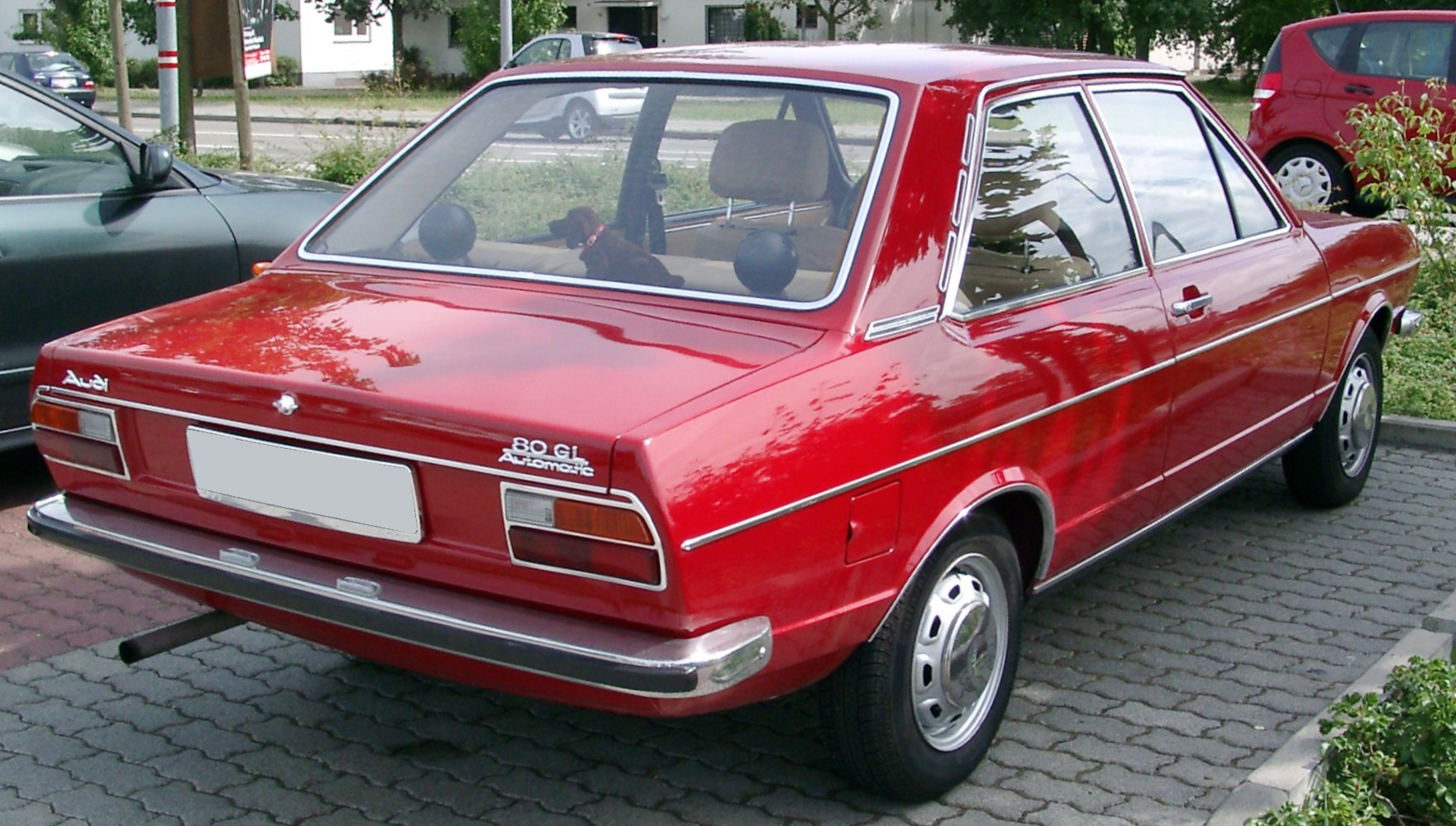
Audi 80 B1 Typ 80 – tył
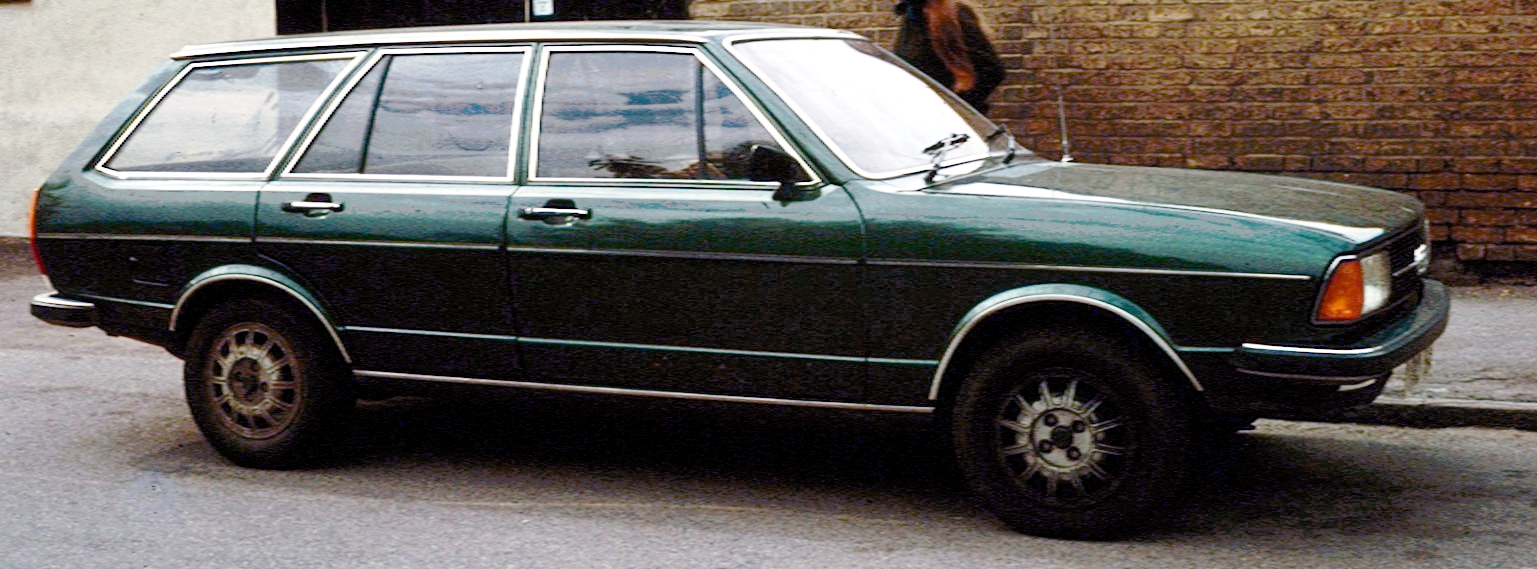
Audi 80 B1 w nadwoziu kombi
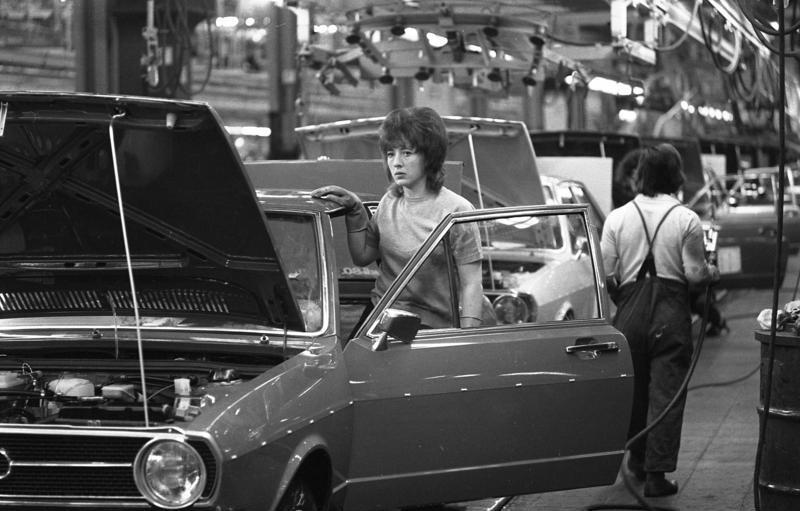
Montaż Audi 80 w fabryce w Wolfsburgu

## B2 (1978-1986)

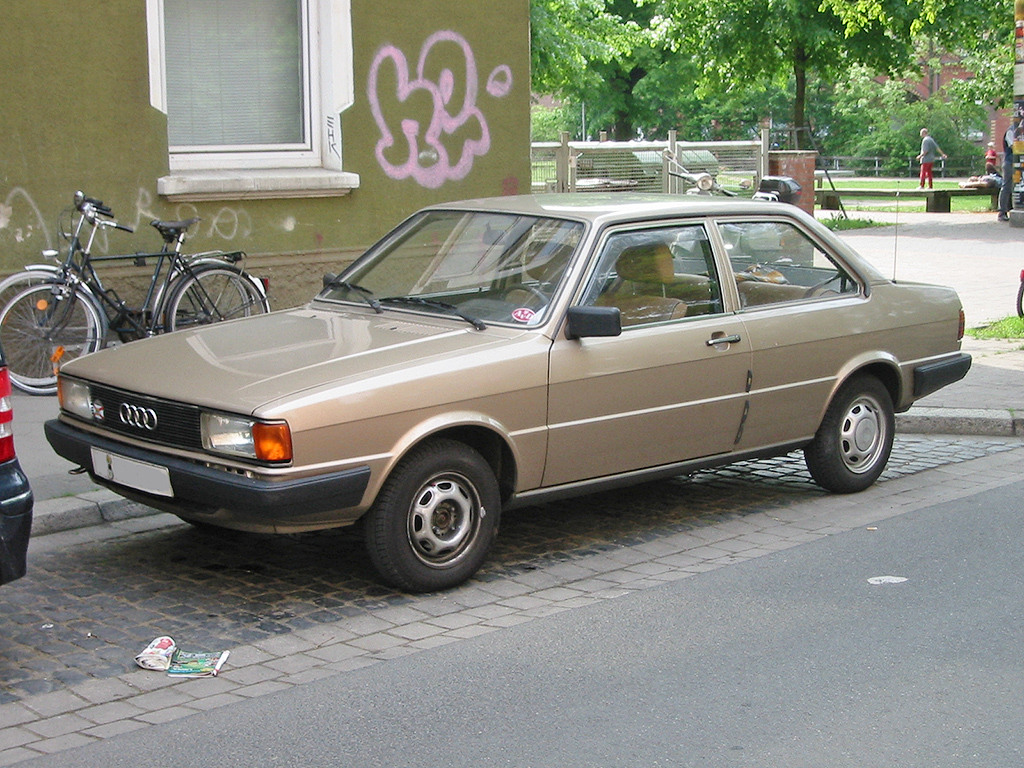
Audi 80 B2 – dwudrzwiowy sedan

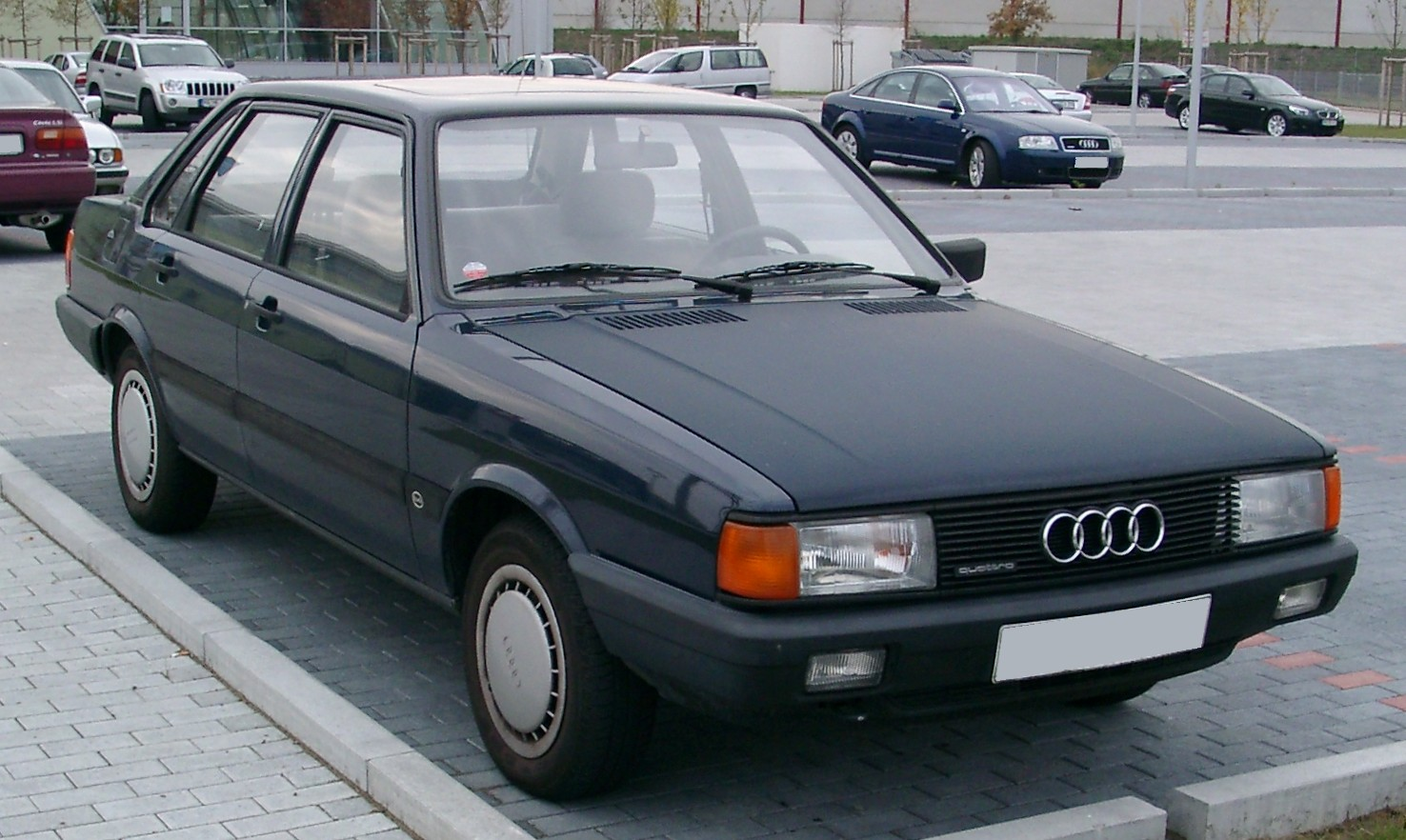
Audi 80 B2a (1984-1986) – przód

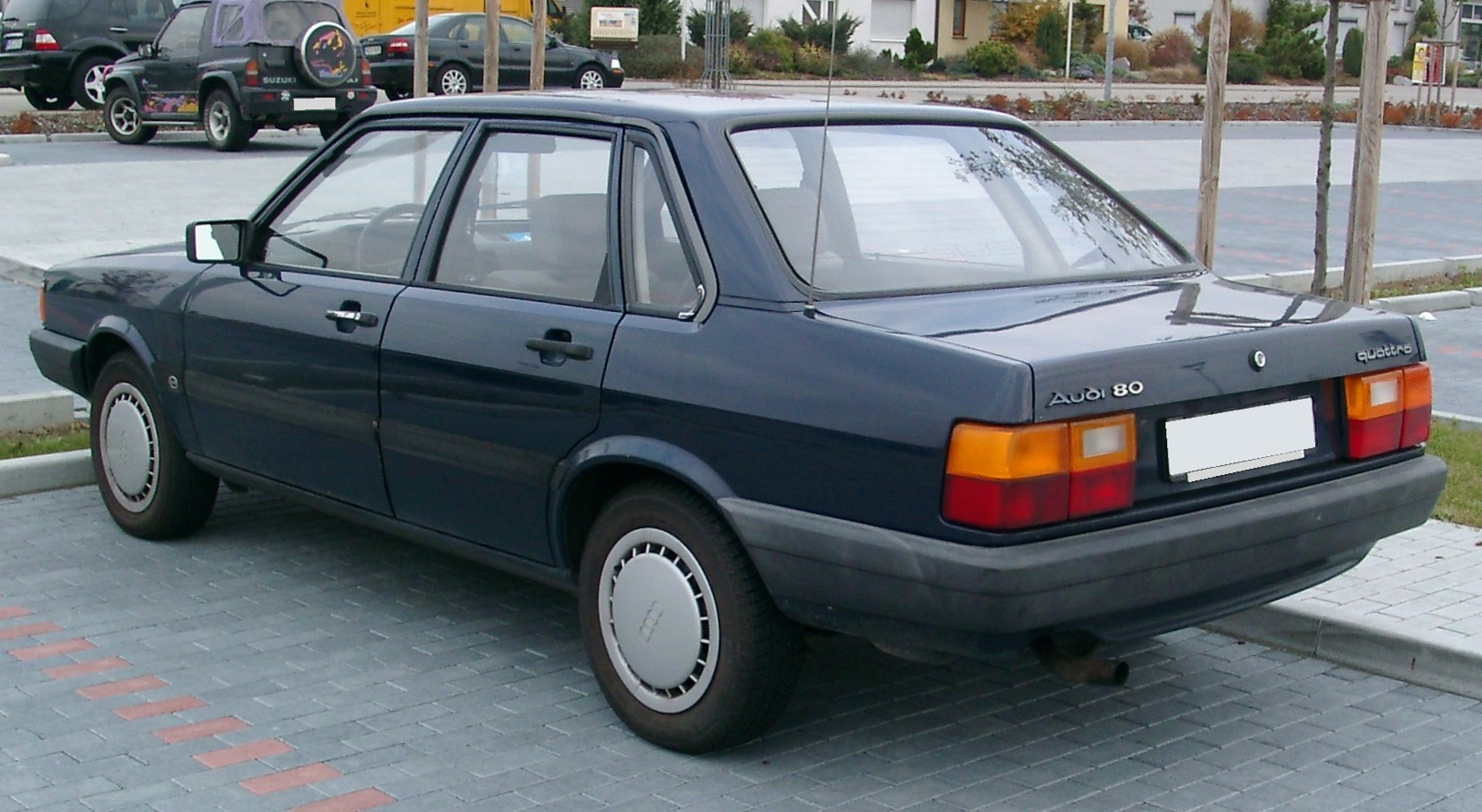
Audi 80 B2a (1984-1986) – tył

### Historia
Rok 1978 przyniósł nowy model 80 oparty na platformie B2 (oznaczenie Typ 81). Rok później dotarł on również do Ameryki Północnej (rocznik modelowy 1980). Firma Audi kontynuowała sprzedaż swoich samochodów w Europie jako 80, natomiast w Ameryce Północnej zaczęto stosować oznaczenie Audi 4000. Nadwozie modelu B2 zostało zaprojektowane przez Giorgetto Giugiaro. Pomimo iż w przeważającej części samochód ten zamawiano w wersji czterodrzwiowej, wyprodukowano także niewielką liczbę egzemplarzy wersji dwudrzwiowej. W plebiscycie na Europejski Samochód Roku 1979 samochód zajął 3. pozycję (za Talbotem Horizonem i Fiatem Ritmo).
Brak wersji Avant podyktowany był dwoma czynnikami: wpłynęło by to negatywnie na sprzedaż Volkswagena Passata w tejże wersji oraz było szczególnie utrudnione konstrukcją „osiemdziesiątki”. Bak paliwa znajdował się bowiem za kanapą (przez co uniemożliwione było składanie oparcia) i znacząco zmieniał geometrie bagażnika (krótka przestrzeń, za to bardzo głęboka).
W grudniu roku 1980 do oferty trafił model 80 Formel E. Był on dostępny z jednostką 1.6 o mocy 85KM standardowo sprzężoną ze skrzynią biegów 4+E (4 biegi + nadbieg). Na wyposażeniu samochodu znajdował się wskaźnik zmiany biegu na wyższy oraz przełącznik START-STOP w manetce wycieraczek, którym, przykładowo na postoju na światłach, można było wyłączyć silnik w celu oszczędzania paliwa.
Silniki wysokoprężne do modelu 80 zawitały w sierpniu 1981 kiedy to wprowadzono do palety silników jednostkę 1.6D o mocy 54 KM. Można ją było zamówić wyłącznie z 5-biegową skrzynią manualną. Pół roku później, bo w marcu 1982, Audi wprowadziło silnik 1.6TD który dzięki turbosprężarce wytwarzał moc 70KM. Mocniejszy silnik Diesla zaoferowano później również na rynek północnoamerykański, gdzie można go było kupić ze skrzynią manualną o 5 przełożeniach lub 3-biegowym automatem.
Rok 1982 przyniósł dwie nowości: pierwszą z nich była wersja GTE z silnikiem 1.8i (o mocy 112KM), drugą model 2.1i Quattro wyposażony w stały napęd na obie osie z blokadami centralnego i tylnego mechanizmu różnicowego. Od tej pory Quattro stało się wizytówką marki, wyznaczającą nową jakość bezpieczeństwa, komfortu na śliskich nawierzchniach, a także ustawiającą niezwykle wysoką poprzeczkę w świecie motosportu.
W 1983 roku w Wielkiej Brytanii wprowadzono model 80 Sport, który bazował na wersji GTE. Posiadał on specjalne felgi aluminiowe firmy Ronal, gumowy tylny spojler, nisko zawieszony przedni zderzak, pasiaste wnętrze w kolorze popielatym firmy Recaro oraz opcjonalny pakiet ozdobny karoserii – paski „Audi Sport” na całej długości. Specjalną, jubileuszową wersję Audi – 4000CS Quattro, wyprodukowano na rok modelowy 1985, 1986 oraz 1987.
W lipcu 1984 roku Audi przeprowadziło gruntowną modernizację modelu zmieniając oznaczenie na (B2a). Z zewnątrz zmiany objęły jedynie zderzaki, reflektory i grill. Tył pojazdu został upodobniony do większego modelu 100 C3. Istotną zmianą było za to wprowadzenie kompletnego ocynkowania nadwozia. Zapewniło to doskonała ochronę przed korozją, co widać po dziś dzień. We wnętrzu została zmieniona deska rozdzielcza i wzory tapicerek.
Podczas przeprowadzania face liftingu zaprezentowano Audi 90. Był to model 80 wyposażony w większe jednostki silnikowe oraz posiadający bogatsze wyposażenie. Gama silnikowa zaczynała się od silnika Turbo Diesel 1.6 o mocy 70 KM, który był także oferowany w 80 a kończyła się na dwóch pięciocylindrowych (R5) silnikach benzynowych: 2.0 (115 KM) oraz 2.2 (136 KM), który wkrótce został rozwiercony do pojemności 2.3 litra. Wersja silnikowa 2.2 była także dostępna wraz z katalizatorem, jednak o obniżonej mocy – 115 KM dla wersji przednionapędowej oraz 120 KM dla wersji Quattro. Ponadto europejskie modele posiadały reflektory o pojedynczych kloszach zaś wersja na rynek północnoamerykański posiadała podwójne klosze na każdy reflektor.
Platforma B2 okazała się zarówno bardzo wszechstronna, jak i dość opłacalna. Wiele komponentów było współdzielonych albo zapożyczonych od Audi Coupé, Audi Quattro czy Audi Sport Quattro, co pomogło utrwalić dobry wizerunek firmy w oczach opinii publicznej po tym, jak ich system napędu na cztery koła – Quattro, okazał się niezwykle przydatny w różnych formach wyścigów.
Wersje sedan były oferowane aż do roku 1986 w Europie oraz do 1987 roku na świecie. Audi Coupé bazujące na platformie B2 produkowano do 1988 roku (rok modelowy 1989). Wersja Coupé wykorzystywała wiele komponentów wraz z kształtem nadwozia z oryginalnego Audi Quattro.

### Audi 5+5 (1981-1987)
Audi 5+5 zostało wprowadzone na rynek australijski w październiku 1981 roku i nazwane Australian Special. Po tym jak australijscy dziennikarze motoryzacyjni przetestowali nowy model B2, nakłonili producenta aby do Audi 80 zamontować pięciocylindrowy silnik od większego Audi 100. Audi 5+5 bazowała na czterodrzwiowym modelu Audi 80 B2 z dodanym silnikiem 2,144 l R5, który był prekursorem modelu o późniejszym oznaczeniu Audi 90.

### Audi 4000 (1980-1987)
Północnoamerykańskie Audi 4000 było sprzedawane jako 4000S (1.8 l) oraz 4000CS (2.2 l). Wersja CS była bliźniaczo podobna do sprzedawanego w Europie Audi 90 Quattro. Model CS miał zasilony wtryskiem pięciocylindrowy silnik (nazwa kodowa JT) o pojemności 2226 cm³. Silnik JT posiadał żeliwny blok cylindrów z aluminiową głowicą oraz pasek napędzający pojedynczy wałek rozrządu (SOHC). Jednostka ta legitymowała się mocą 117 KM przy 5500 obr./min i momentem obrotowym wynoszącym 171 Nm przy 3300 obr./min. Skrzynią biegów dostępną dla modeli 4000S/CS była pięciobiegowa manualna o krótkich przełożeniach oraz 3 biegowy automat.

### Modele i wersje silnikowe B2
| Model                                | Lata produkcji                    | Typ silnika                                               | Oznaczenie                        | Pojemność silnika                 | Moc silnika (KM)                  | Moment obrotowy (Nm)              | Przyśpieszenie 0–100 km/h         | Prędkość maksymalna               |
| Silniki benzynowe B2 (1978-1984):    | Silniki benzynowe B2 (1978-1984): | Silniki benzynowe B2 (1978-1984):                         | Silniki benzynowe B2 (1978-1984): | Silniki benzynowe B2 (1978-1984): | Silniki benzynowe B2 (1978-1984): | Silniki benzynowe B2 (1978-1984): | Silniki benzynowe B2 (1978-1984): | Silniki benzynowe B2 (1978-1984): |
| ------------------------------------ | --------------------------------- | --------------------------------------------------------- | --------------------------------- | --------------------------------- | --------------------------------- | --------------------------------- | --------------------------------- | --------------------------------- |
| 1.3                                  | 1978 – 1981                       | R4-8v SOHC (gaźnik Solex 1B1)                             | FY                                | 1272 cm³                          | 55 przy 5800 obr./min             | 92 przy 3400 obr./min             | 20,9 s                            | 146 km/h                          |
| 1.3                                  | 1981 – 1984                       | R4-8v SOHC (gaźnik Keihin 26-30 DC)                       | EP                                | 1296 cm³                          | 60 przy 5600 obr./min             | 100 przy 3500 obr./min            | 15,5 s                            | 151 km/h                          |
| 1.6                                  | 1978 – 1984                       | R4-8v SOHC (gaźnik Pierburg 2E2/2EE, Zenith 1B3)          | JU, WV, WY, WZ, DT                | 1588 cm³                          | 75 przy 5600 obr./min             | 125 przy 3200 obr./min            | 13,8 s                            | 160 km/h                          |
| 1.6                                  | 1981 – 1984                       | R4-8v SOHC (gaźnik Solex 2B2/5)                           | YP                                | 1588 cm³                          | 85 przy 5600 obr./min             | 125 przy 3200 obr./min            | 12,1 s                            | 165 km/h                          |
| 1.6i GLE                             | 1978 – 1981                       | R4-8v SOHC (wtrysk wielopunktowy mechaniczny K-Jetronic)  | YZ                                | 1588 cm³                          | 110 przy 6100 obr./min            | 140 przy 5000 obr./min            | 10,4 s                            | 182 km/h                          |
| 1.8                                  | 1983 – 1984                       | R4-8v SOHC (gaźnik Pierburg 2E2)                          | DS                                | 1781 cm³                          | 90 przy 5200 obr./min             | 145 przy 3300 obr./min            | 11,2 s                            | 168 km/h                          |
| 1.8i GTE                             | 1983 – 1984                       | R4-8v SOHC (wtrysk wielopunktowy mechaniczny K-Jetronic)  | DZ                                | 1781 cm³                          | 112 przy 5800 obr./min            | 160 przy 3500 obr./min            | 9,2 s                             | 184 km/h                          |
| 1.9 CD 5S                            | 1981 – 1983                       | R5-10v SOHC (gaźnik Solex 2B5)                            | WN                                | 1921 cm³                          | 115 przy 5900 obr./min            | 154 przy 3700 obr./min            | 10,3 s                            | 182 km/h                          |
| 2.0i CD 5S                           | 1983 – 1984                       | R5-10v SOHC (wtrysk wielopunktowy mechaniczny K-Jetronic) | JS, HP                            | 1994 cm³                          | 115 przy 5400 obr./min            | 165 przy 3200 obr./min            | b.d.                              | b.d.                              |
| 2.0i Quattro                         | 1983 – 1984                       | R5-10v SOHC (wtrysk wielopunktowy mechaniczny K-Jetronic) | JS                                | 1994 cm³                          | 115 przy 5400 obr./min            | 165 przy 3200 obr./min            | 9,8 s                             | 189 km/h                          |
| 2.1i Quattro                         | 1983 – 1984                       | R5-10v SOHC (wtrysk wielopunktowy mechaniczny K-Jetronic) | KK                                | 2144 cm³                          | 136 przy 5900 obr./min            | 176 przy 4500 obr./min            | 9,1 s                             | 199 km/h                          |
| Silniki wysokoprężne B2 (1978-1984): |                                   |                                                           |                                   |                                   |                                   |                                   |                                   |                                   |
| 1.6D                                 | 1981 – 1984                       | R4-8v SOHC (diesel)                                       | JK                                | 1588 cm³                          | 54 przy 4800 obr./min             | 104 przy 2000 obr./min            | 19,8 s                            | 145 km/h                          |
| 1.6TD                                | 1982 – 1984                       | R4-8v SOHC (turbo diesel)                                 | CY                                | 1588 cm³                          | 70 przy 4500 obr./min             | 133 przy 2600 obr./min            | 14,5 s                            | 160 km/h                          |

### Modele i wersje silnikowe B2a
| Model                                | Lata produkcji                    | Typ silnika                                              | Oznaczenie                        | Pojemność silnika                 | Moc silnika (KM)                  | Moment obrotowy (Nm)              | Przyśpieszenie 0–100 km/h         | Prędkość maksymalna               |
| Silniki benzynowe B2 (1984-1986):    | Silniki benzynowe B2 (1984-1986): | Silniki benzynowe B2 (1984-1986):                        | Silniki benzynowe B2 (1984-1986): | Silniki benzynowe B2 (1984-1986): | Silniki benzynowe B2 (1984-1986): | Silniki benzynowe B2 (1984-1986): | Silniki benzynowe B2 (1984-1986): | Silniki benzynowe B2 (1984-1986): |
| ------------------------------------ | --------------------------------- | -------------------------------------------------------- | --------------------------------- | --------------------------------- | --------------------------------- | --------------------------------- | --------------------------------- | --------------------------------- |
| 1.3                                  | 1984 – 1986                       | R4-8v SOHC (gaźnik Keihin 26-30 DC)                      | EP                                | 1296 cm³                          | 60 przy 5600 obr./min             | 100 przy 3500 obr./min            | 15,5 s                            | 151 km/h                          |
| 1.6                                  | 1984 – 1986                       | R4-8v SOHC (gaźnik, b.d.)                                | b.d.                              | 1595 cm³                          | 70 przy 4900 obr./min             | 125 przy 2500 obr./min            | 13,3 s                            | 161 km/h                          |
| 1.6                                  | 1984 – 1986                       | R4-8v SOHC (gaźnik Keihin)                               | JU, DT                            | 1595 cm³                          | 75 przy 5000 obr./min             | 125 przy 2500 obr./min            | 13,1 s                            | 163 km/h                          |
| 1.8                                  | 1984 – 1986                       | R4-8v SOHC (gaźnik Pierburg 2E2)                         | DS                                | 1781 cm³                          | 90 przy 5200 obr./min             | 145 przy 3300 obr./min            | 11,0 s                            | 170 km/h                          |
| 1.8i kat.                            | 1984 – 1986                       | R4-8v SOHC (wtrysk wielopunktowy mechaniczny K-Jetronic) | JN                                | 1781 cm³                          | 90 przy 5500 obr./min             | 137 przy 3250 obr./min            | 11,0 s                            | 170 km/h                          |
| 1.8i GTE kat.                        | b.d.                              | R4-8v SOHC (wtrysk wielopunktowy mechaniczny K-Jetronic) | b.d.                              | 1781 cm³                          | 110 przy 5500 obr./min            | 155 przy 3250 obr./min            | 9,5 s                             | 185 km/h                          |
| 1.8i GTE                             | 1984 – 1986                       | R4-8v SOHC (wtrysk wielopunktowy mechaniczny K-Jetronic) | DZ                                | 1781 cm³                          | 112 przy 5800 obr./min            | 160 przy 3500 obr./min            | 9,2 s                             | 187 km/h                          |
| 1.8 Quattro                          | 1984 – 1986                       | R4-8v SOHC (gaźnik Pierburg 2E2)                         | DS                                | 1781 cm³                          | 90 przy 5200 obr./min             | 150 przy 3300 obr./min            | 12,0 s                            | 170 km/h                          |
| 1.8i Quattro GTE kat.                | b.d.                              | R4-8v SOHC (wtrysk wielopunktowy mechaniczny K-Jetronic) | b.d.                              | 1781 cm³                          | 110 przy 5500 obr./min            | 155 przy 3250 obr./min            | 10,3 s                            | 185 km/h                          |
| 1.8i Quattro GTE                     | 1984 – 1986                       | R4-8v SOHC (wtrysk wielopunktowy mechaniczny K-Jetronic) | DZ                                | 1781 cm³                          | 112 przy 5800 obr./min            | 160 przy 3500 obr./min            | 9,9 s                             | 187 km/h                          |
| Silniki wysokoprężne B2 (1984-1986): |                                   |                                                          |                                   |                                   |                                   |                                   |                                   |                                   |
| 1.6D                                 | 1984 – 1986                       | R4-8v SOHC (diesel)                                      | JK                                | 1588 cm³                          | 54 przy 4800 obr./min             | 104 przy 2000 obr./min            | 19,8 s                            | 145 km/h                          |
| 1.6TD                                | 1984 – 1986                       | R4-8v SOHC (turbo diesel)                                | CY                                | 1588 cm³                          | 70 przy 4500 obr./min             | 133 przy 2600 obr./min            | 14,5 s                            | 160 km/h                          |

### Galeria

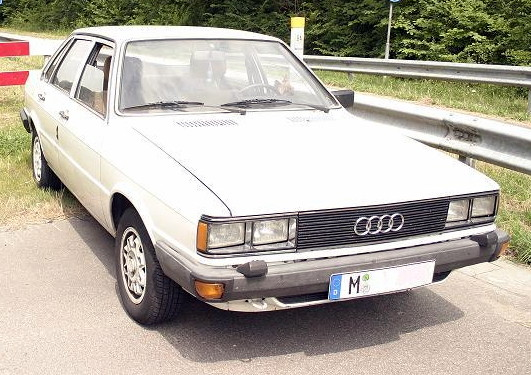
Audi 4000 – wersja USA
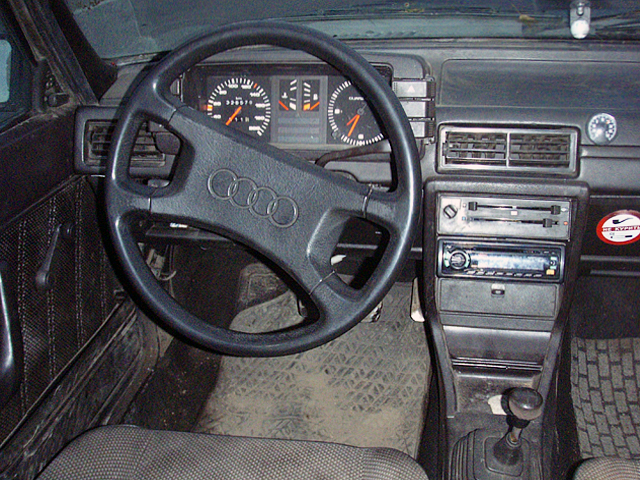
Wnętrze pojazdu
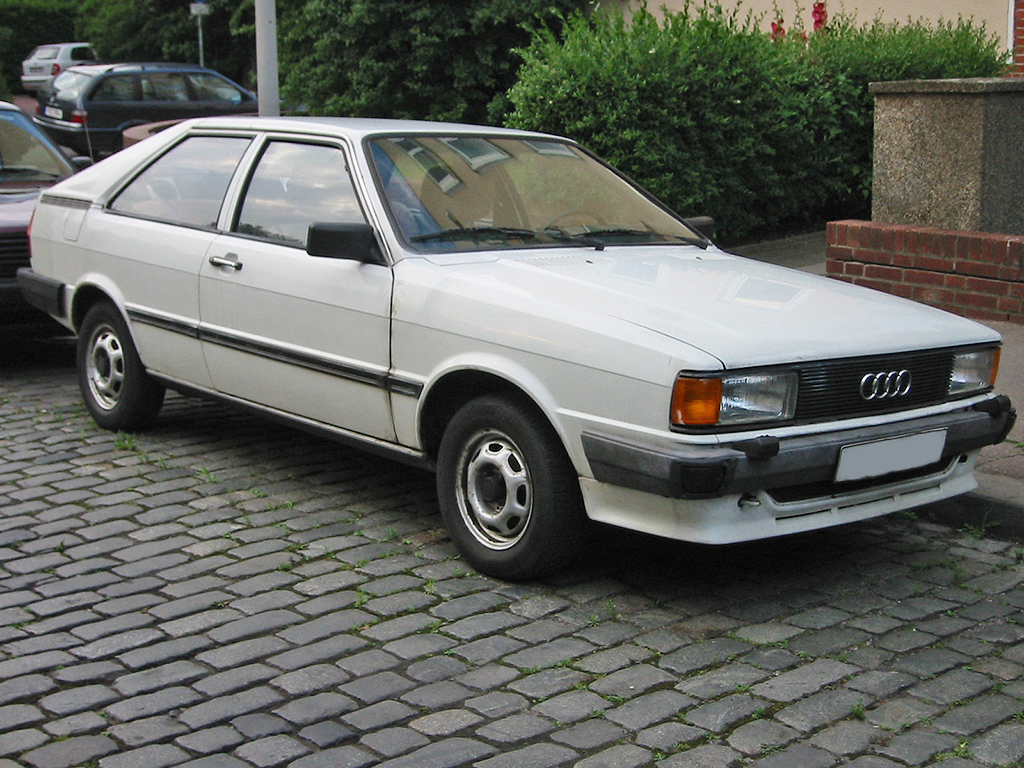
Bazujący na B2 model coupé

## B3 (1986-1991)

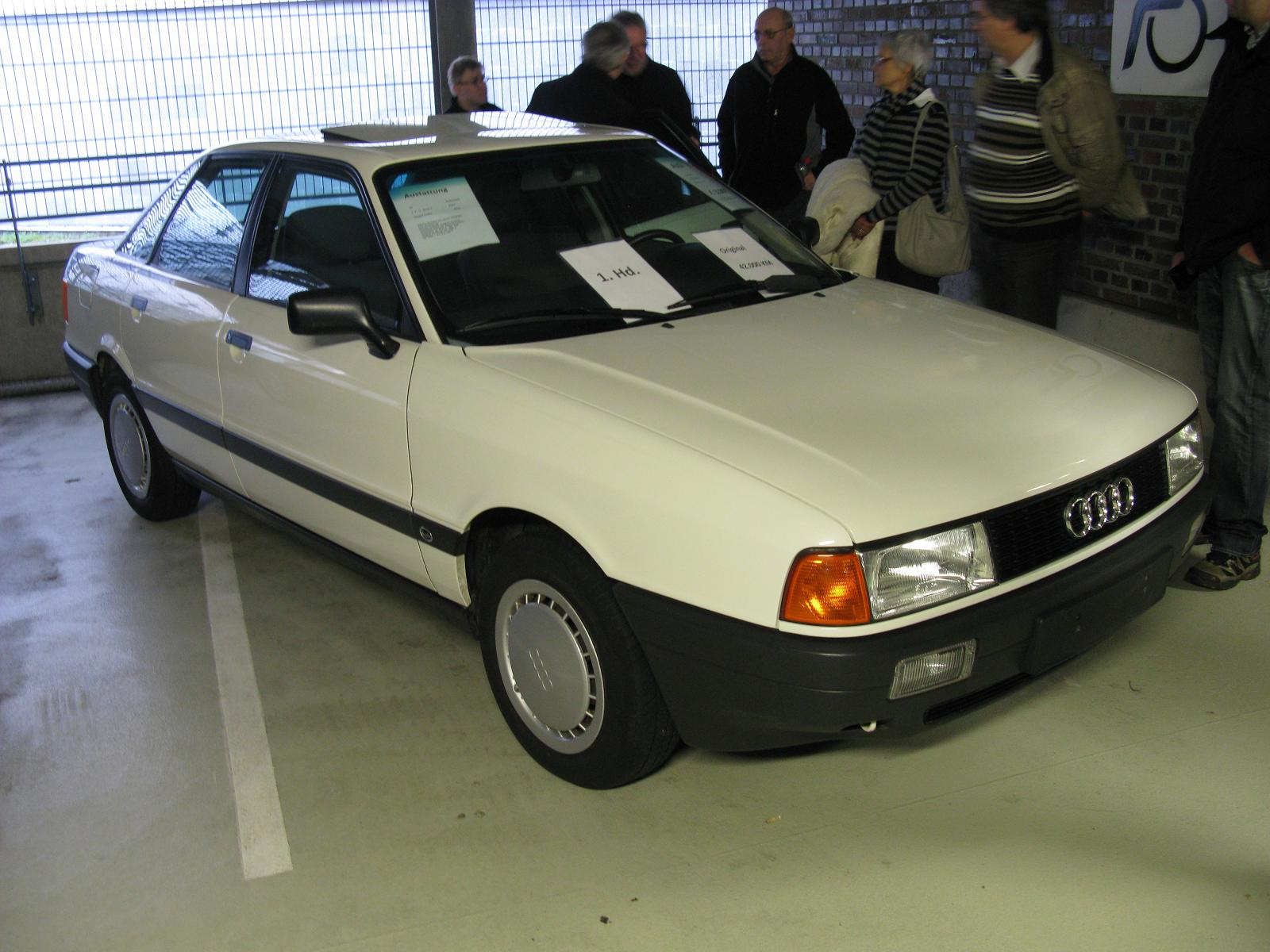
Audi 80 B3 – przód

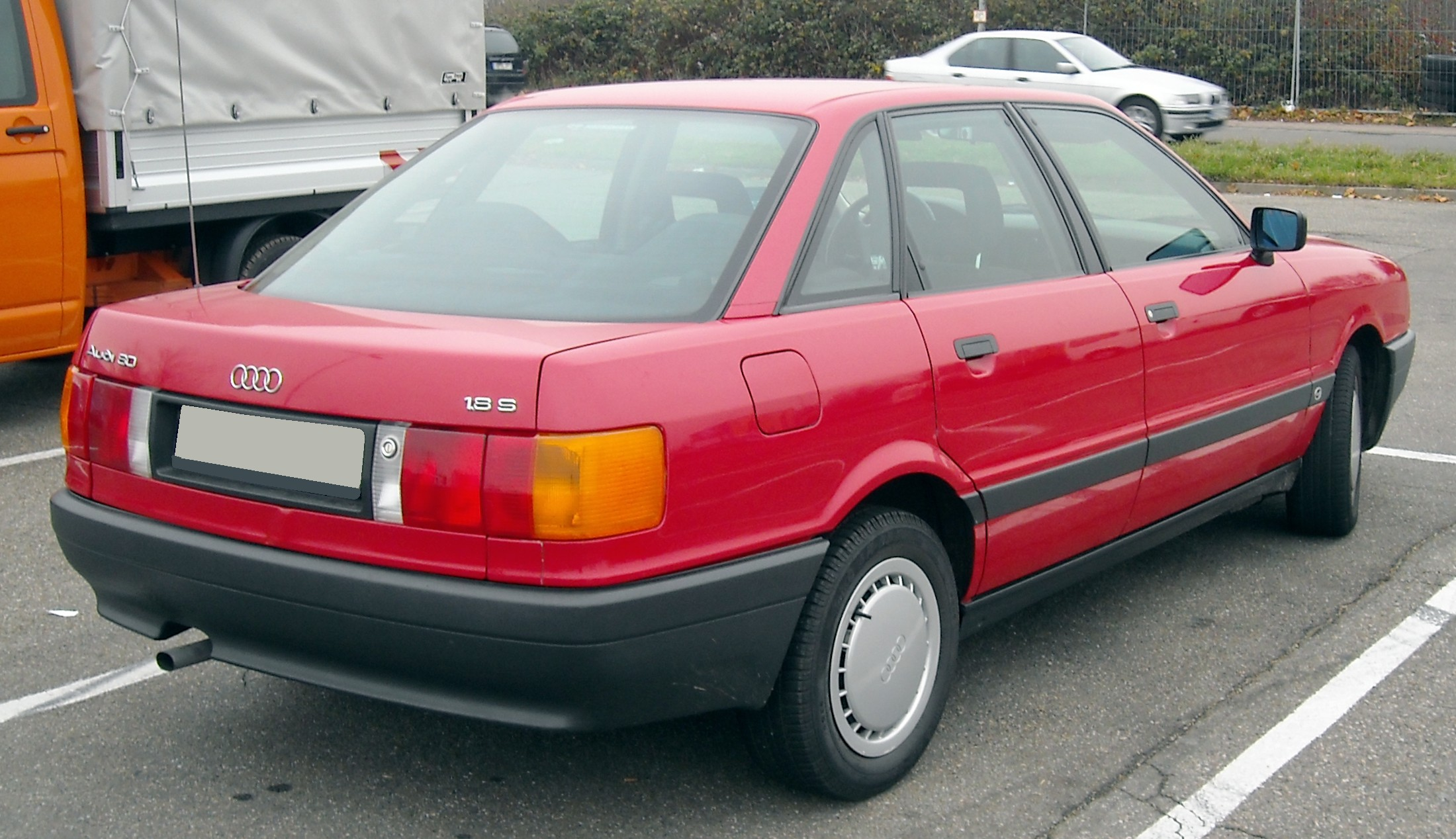
Audi 80 B3 – tył

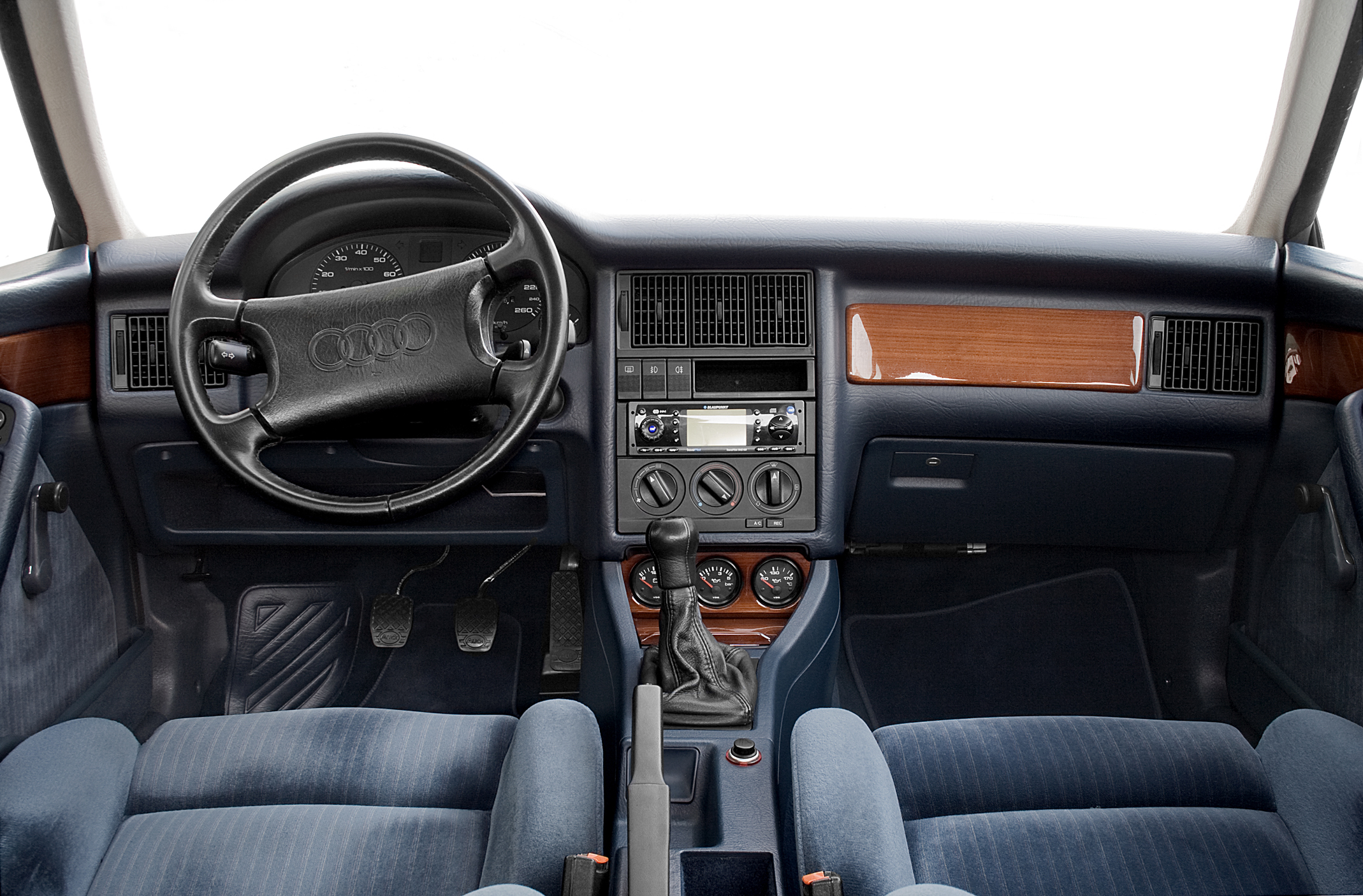
Wnętrze pojazdu

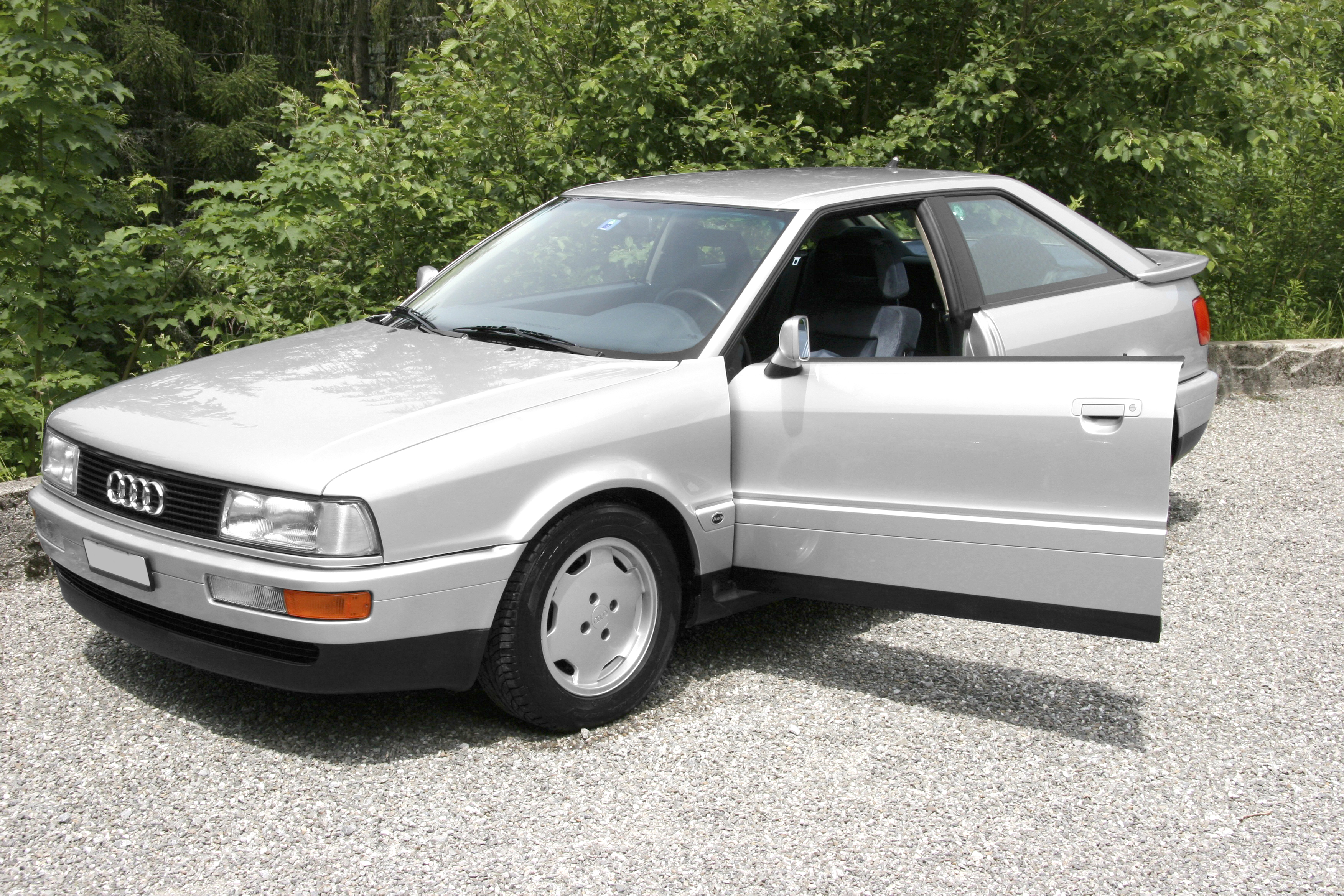
Bazujący na B3 model coupé

### Historia
Nowa generacja modelu 80 została zaprezentowana w roku 1986 podczas salonu samochodowego we Frankfurcie. Nowoczesna sylwetka pojazdu zapewniała bardzo mały opór powietrza wynoszący Cx = 0,29. Ponadto nadwozie „osiemdziesiątki” zostało wykonane z blach ocynkowanych obustronnie, co dało bardzo dobre rezultaty w zabezpieczeniu antykorozyjnym. Pracę nad autem trwały od około 1984, prototyp do testów w tunelu aerodynamicznym znajduje się w muzeum Audi w Ingolstadt. W porównaniu do poprzedniej generacji zmianie uległa płyta podłogowa, nadwozie stało się o wiele sztywniejsze, choć koncepcja umieszczenia silnika na ramie pomocniczej, zawieszenia czy umiejscowienia zbiornika paliwa pozostały identyczne jak w modelu B2. Auto zbierało bardzo dobre oceny w ówczesnych testach zderzeniowych w porównaniu do konkurencji.
W plebiscycie na Europejski Samochód Roku 1987 model zajął 2. pozycję (za Oplem Omegą A).
Nowością było wprowadzenie prostego, aczkolwiek skutecznego systemu bezpieczeństwa procon-ten, który chroni pasażerów przy silnych wypadkach czołowych, powodując podczas zderzenia przesunięcie kierownicy ku desce rozdzielczej przy jednoczesnym naprężaniu pasów bezpieczeństwa pierwszego rzędu siedzeń. Dodatkowym atutem tego systemu był fakt jego bezobsługowości przez cały okres użytkowania.
Wraz z systemem Procon-Ten fabrycznie montowane były wzmocnienia w drzwiach.
Nowa „osiemdziesiątka” wprowadziła szerszy zakres wyposażenia dodatkowego. Do listy płatnych udogodnień należała m.in. klimatyzacja manualna bądź automatyczna.
Już od pierwszego roku produkcji można było zamówić stały napęd na 4 koła Quattro, który uległ w stosunku do modelu B2 istotnym zmianom. Zastosowano bowiem międzyosiowy mechanizm różnicowy typu TorSen, który przekazywał siłę napędową w zmiennej proporcji: standardowo 50:50% z możliwością – w razie poślizgu – przeniesienia do 75% mocy na oś o większej przyczepności. Ponadto układ ten posiadał możliwość zablokowania tylnego mechanizmu różnicowego do prędkości około 30 km/h. Przy prędkościach wyższych blokada zostaje automatycznie rozłączona w celu ograniczenia nadmiernego zużycia układu przeniesienia napędu.
W trzeciej generacji Audi 80 opcjonalnie pojawił się system ABS, który można wyłączyć przyciskiem na desce rozdzielczej. Osobliwym rozwiązaniem jest również włącznik świateł awaryjnych w postaci krótkiej dźwigienki po prawej stronie kierownicy, obok dźwigienki wycieraczek.
W maju 1987 do salonów trafiła luksusowa odmiana B3 – Audi 90 B3. Od roku 1987 model B3 był dostępny także na rynku północnoamerykańskim. Zrezygnowano z oznaczenia 4000 na rzecz tego, znanego z Europy. Lepiej wyposażone w stosunku do aut ze starego kontynentu modele były oferowane ze skrzyniami manualnymi bądź też automatycznymi o 3 lub 4 przełożeniach. Od 1988 r. przedłużono gwarancje na ochronę nadwozia do 10 lat. Od stycznia 1989 r. wprowadzono lekkie zmiany we wnętrzu – wycofano pewne wzory tapicerek, zmieniono manetki przy kierownicy z kwadratowych na grubsze zaokrąglone ze sterowaniem komputera pokładowego(wcześniej był to przycisk na desce), zmieniono kształt dodatkowych lampek oświetlających wnętrze.
Rok modelowy 1990 wprowadził do palety silników jednostkę 1.9D o mocy 68KM, wypierając stary silnik 1.6D.
W latach 1990–1991 do salonów Audi trafiło wiele edycji specjalnych modelu 80, tj.:
80 Special, 80 Sport, 80 Zentren, 80 Hamburg, 80 Kamei, 80 Young Edition, 80 Sport Edition, 80 Comfort Edition, 80 Quattro Edition, 80 Frankfurt i 80 Trend Edition.
Poważną wadą modelu B3 jest nieskładana tylna kanapa. Rekompensuje to bagażnik o pojemności 453L, jednak przewiezienie dłuższych przedmiotów okazuje się niemożliwe. Za nieskładaną kanapą umieszczono ogromny zbiornik paliwa o pojemności 70 litrów, który pozwala modelom z silnikami wysokoprężnymi na przejechanie ponad 1000 km, a z silnikiem benzynowym około 900 km bez tankowania.

### Modele i wersje silnikowe B3
| Model                                | Lata produkcji                    | Typ silnika                                               | Oznaczenie                        | Pojemność silnika                 | Moc silnika (KM)                  | Moment obrotowy (Nm)              | Przyśpieszenie 0–100 km/h         | Prędkość maksymalna               |
| Silniki benzynowe B3 (1986-1991):    | Silniki benzynowe B3 (1986-1991): | Silniki benzynowe B3 (1986-1991):                         | Silniki benzynowe B3 (1986-1991): | Silniki benzynowe B3 (1986-1991): | Silniki benzynowe B3 (1986-1991): | Silniki benzynowe B3 (1986-1991): | Silniki benzynowe B3 (1986-1991): | Silniki benzynowe B3 (1986-1991): |
| ------------------------------------ | --------------------------------- | --------------------------------------------------------- | --------------------------------- | --------------------------------- | --------------------------------- | --------------------------------- | --------------------------------- | --------------------------------- |
| 1.4                                  | 1986 – 1988                       | R4-8v SOHC (gaźnik)                                       | SE                                | 1399 cm³                          | 65 przy 5200 obr./min             | 110 przy 3000 obr./min            | b.d.                              | b.d.                              |
| 1.6 kat.                             | 1987 – 1991                       | R4-8v SOHC (gaźnik)                                       | PP                                | 1595 cm³                          | 70 przy 5200 obr./min             | 118 przy 2700 obr./min            | 14,1 s                            | 168 km/h                          |
| 1.6                                  | 1986 – 1991                       | R4-8v SOHC (gaźnik Keihin)                                | RN                                | 1595 cm³                          | 75 przy 5200 obr./min             | 125 przy 2700 obr./min            | 13,9 s                            | 167 km/h                          |
| 1.6i                                 | 1990 – 1991                       | R4-8v SOHC (wtrysk wielopunktowy mechaniczny K-Jetronic)  | ABB                               | 1595 cm³                          | 102 przy 6300 obr./min            | 135 przy 3500 obr./min            | 12,3 s                            | 190 km/h                          |
| 1.8                                  | 1986 – 1990                       | R4-8v SOHC (gaźnik Keihin)                                | RU                                | 1781 cm³                          | 75 przy 4500 obr./min             | 140 przy 2500 obr./min            | 13,7 s                            | 174 km/h                          |
| 1.8S                                 | 1986 – 1990                       | R4-8v SOHC (gaźnik)                                       | SF                                | 1781 cm³                          | 88 przy 5200 obr./min             | 142 przy 3300 obr./min            | 11,8 s                            | 179 km/h                          |
| 1.8S                                 | 1986 – 1991                       | R4-8v SOHC (gaźnik Keihin, Pierburg)                      | JV, NE                            | 1781 cm³                          | 90 przy 5200 obr./min             | 150 przy 3300 obr./min            | 12,2 s                            | 182 km/h                          |
| 1.8S kat.                            | 1988 – 1991                       | R4-8v SOHC (wtrysk jednopunktowy Mono-Motronic)           | PM                                | 1781 cm³                          | 90 przy 5400 obr./min             | 145 przy 3350 obr./min            | 12,4 s                            | 182 km/h                          |
| 1.8S kat.                            | 1986 – 1991                       | R4-8v SOHC (wtrysk wielopunktowy mechaniczny KE-Jetronic) | JN                                | 1781 cm³                          | 90 przy 5500 obr./min             | 142 przy 3250 obr./min            | 12,4 s                            | 182 km/h                          |
| 1.8E                                 | 1986 – 1991                       | R4-8v SOHC (wtrysk wielopunktowy mechaniczny K-Jetronic)  | DZ                                | 1781 cm³                          | 112 przy 5800 obr./min            | 160 przy 3400 obr./min            | 10,9 s                            | 195 km/h                          |
| 1.9E kat.                            | 1986 – 1989                       | R4-8v SOHC (wtrysk wielopunktowy mechaniczny K-Jetronic)  | SD                                | 1847 cm³                          | 113 przy 5600 obr./min            | 160 przy 3400 obr./min            | 10,5 s                            | 196 km/h                          |
| 2.0E kat.                            | 1988 – 1990                       | R4-8v SOHC (wtrysk wielopunktowy KE-Motronic 1.1)         | 3A                                | 1984 cm³                          | 113 przy 5300 obr./min            | 170 przy 3250 obr./min            | 10,9 s                            | 196 km/h                          |
| 2.0E kat.                            | 1990 – 1991                       | R4-8v SOHC (wtrysk wielopunktowy KE-Motronic 1.2)         | AAD                               | 1984 cm³                          | 115 przy 5300 obr./min            | 168 przy 3250 obr./min            | 10,9 s                            | 196 km/h                          |
| 2.0i 16v kat.                        | 1990 – 1991                       | R4-16v DOHC (wtrysk wielopunktowy KE-Motronic)            | 6A                                | 1984 cm³                          | 137 przy 5800 obr./min            | 181 przy 4500 obr./min            | 9,0 s                             | 208 km/h                          |
| 1.8S Quattro kat.                    | 1986 – 1990                       | R4-8v SOHC (wtrysk wielopunktowy mechaniczny KE-Jetronic) | JN                                | 1781 cm³                          | 90 przy 5500 obr./min             | 142 przy 3250 obr./min            | 13,7 s                            | 182 km/h                          |
| 1.8E Quattro                         | 1986 – 1991                       | R4-8v SOHC (wtrysk wielopunktowy mechaniczny K-Jetronic)  | DZ                                | 1781 cm³                          | 112 przy 5800 obr./min            | 160 przy 3400 obr./min            | 11,6 s                            | 195 km/h                          |
| 1.9E Quattro kat.                    | b.d.                              | R4-8v SOHC (wtrysk wielopunktowy mechaniczny K-Jetronic)  | SD                                | 1847 cm³                          | 113 przy 5600 obr./min            | 160 przy 3400 obr./min            | b.d.                              | b.d.                              |
| 2.0E Quattro kat.                    | 1988 – 1990                       | R4-8v SOHC (wtrysk wielopunktowy KE-Motronic 1.1)         | 3A                                | 1984 cm³                          | 113 przy 5300 obr./min            | 170 przy 3250 obr./min            | 11,6 s                            | 196 km/h                          |
| 2.0E Quattro kat.                    | 1990 – 1991                       | R4-8v SOHC (wtrysk wielopunktowy KE-Motronic 1.2)         | AAD                               | 1984 cm³                          | 115 przy 5300 obr./min            | 168 przy 3250 obr./min            | 11,6 s                            | 196 km/h                          |
| 2.0i 16v Quattro kat.                | 1990 – 1991                       | R4-16v DOHC (wtrysk wielopunktowy KE-Motronic)            | 6A                                | 1984 cm³                          | 137 przy 5800 obr./min            | 181 przy 4500 obr./min            | 9,1 s                             | 208 km/h                          |
| Silniki wysokoprężne B3 (1986-1991): |                                   |                                                           |                                   |                                   |                                   |                                   |                                   |                                   |
| 1.6D                                 | 1986 – 1989                       | R4-8v SOHC (diesel)                                       | JK                                | 1588 cm³                          | 54 przy 4800 obr./min             | 100 przy 2500 obr./min            | 20,0 s                            | 153 km/h                          |
| 1.9D                                 | 1989 – 1991                       | R4-8v SOHC (diesel)                                       | 1Y                                | 1896 cm³                          | 68 przy 4400 obr./min             | 127 przy 2200 obr./min            | 16,9 s                            | 165 km/h                          |
| 1.6TD                                | 1988 – 1990                       | R4-8v SOHC (turbo diesel)                                 | RA                                | 1588 cm³                          | 80 przy 4500 obr./min             | 155 przy 2600 obr./min            | 14,0 s                            | 172 km/h                          |
| 1.6TD                                | 1989 – 1991                       | R4-8v SOHC (turbo diesel)                                 | SB                                | 1588 cm³                          | 80 przy 4500 obr./min             | 152 przy 2300 obr./min            | 14,6 s                            | 174 km/h                          |

## B4 (1991-1996)

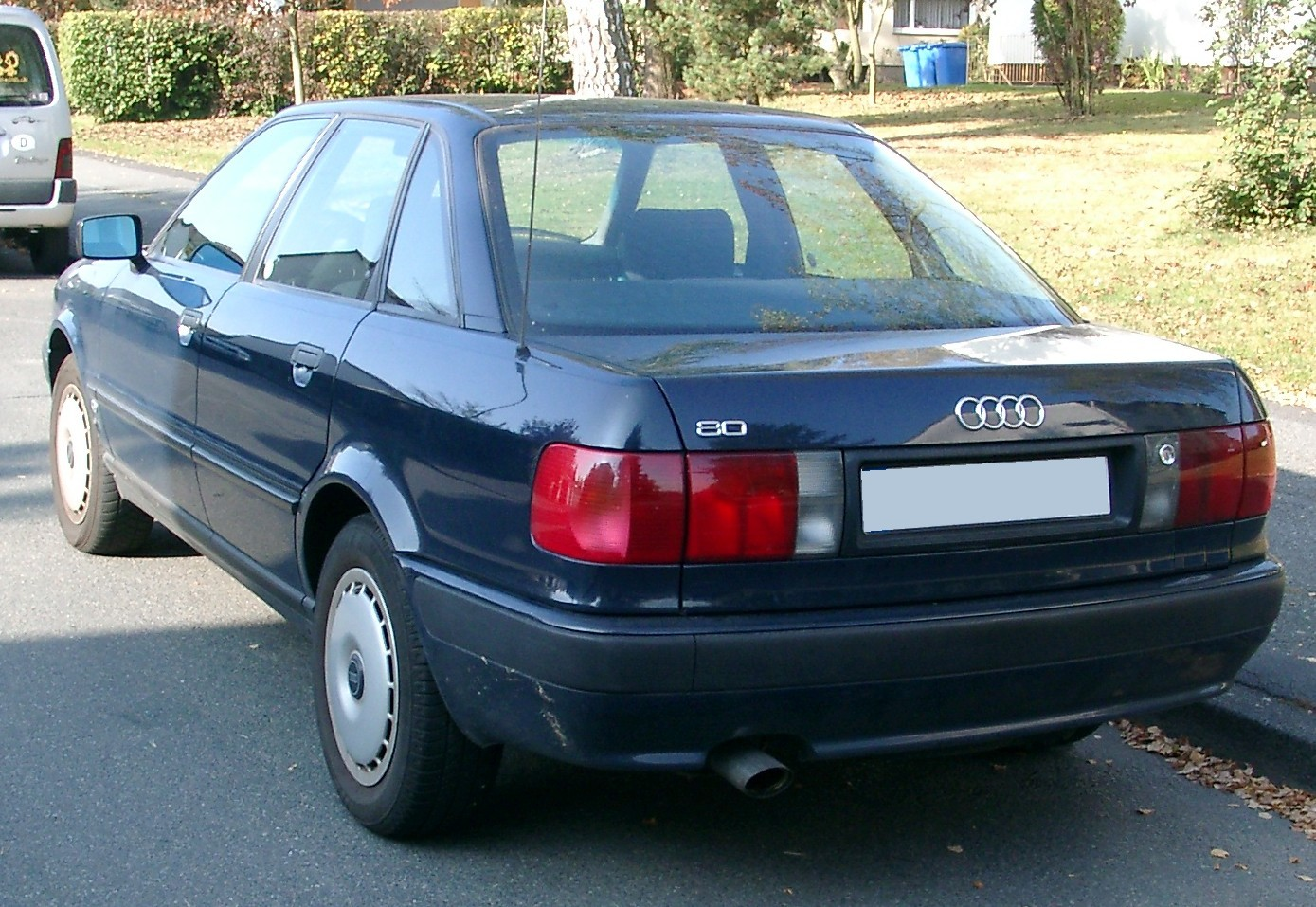
Audi 80 B4 – tył

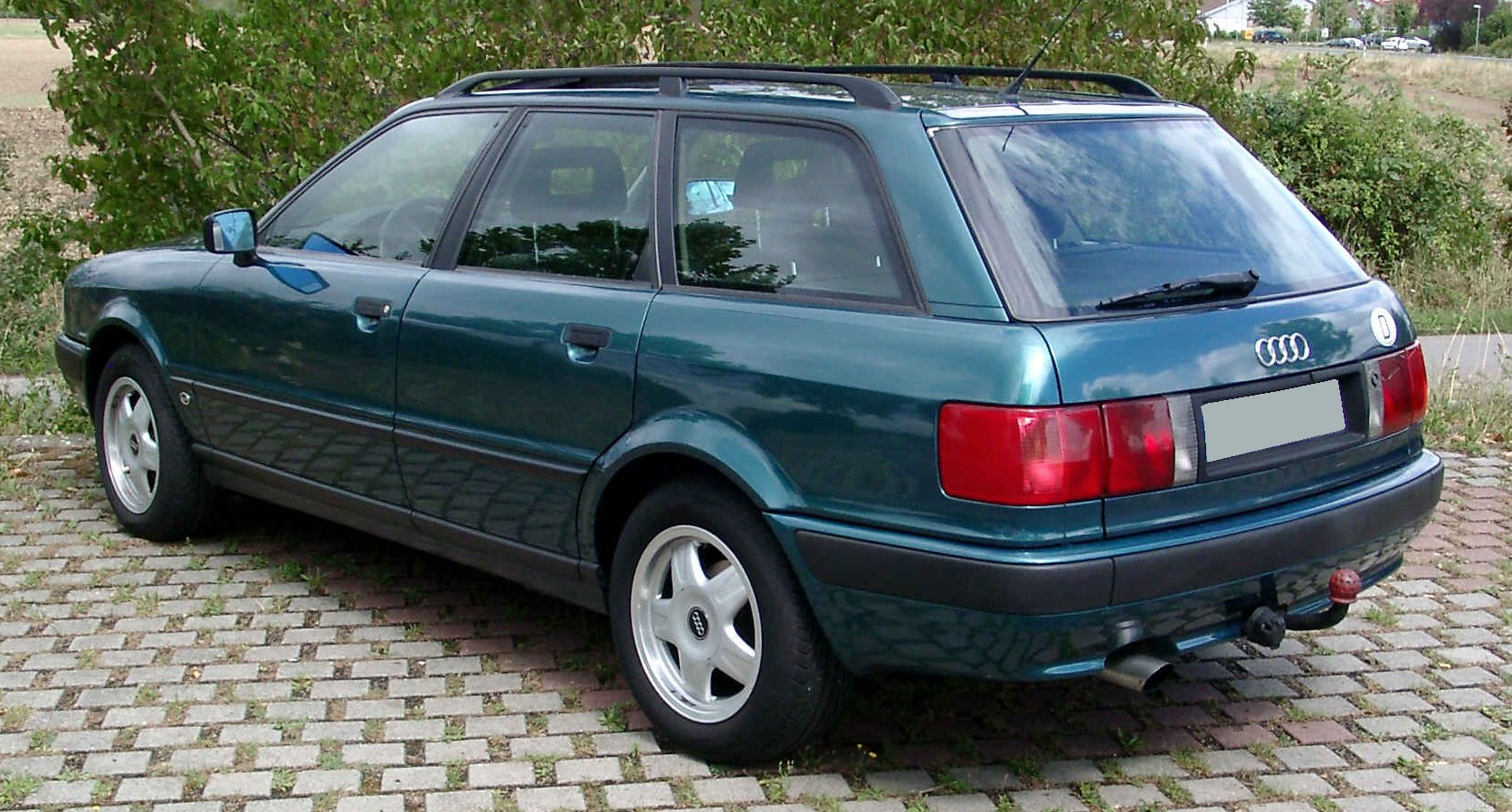
Audi 80 B4 Avant – tył

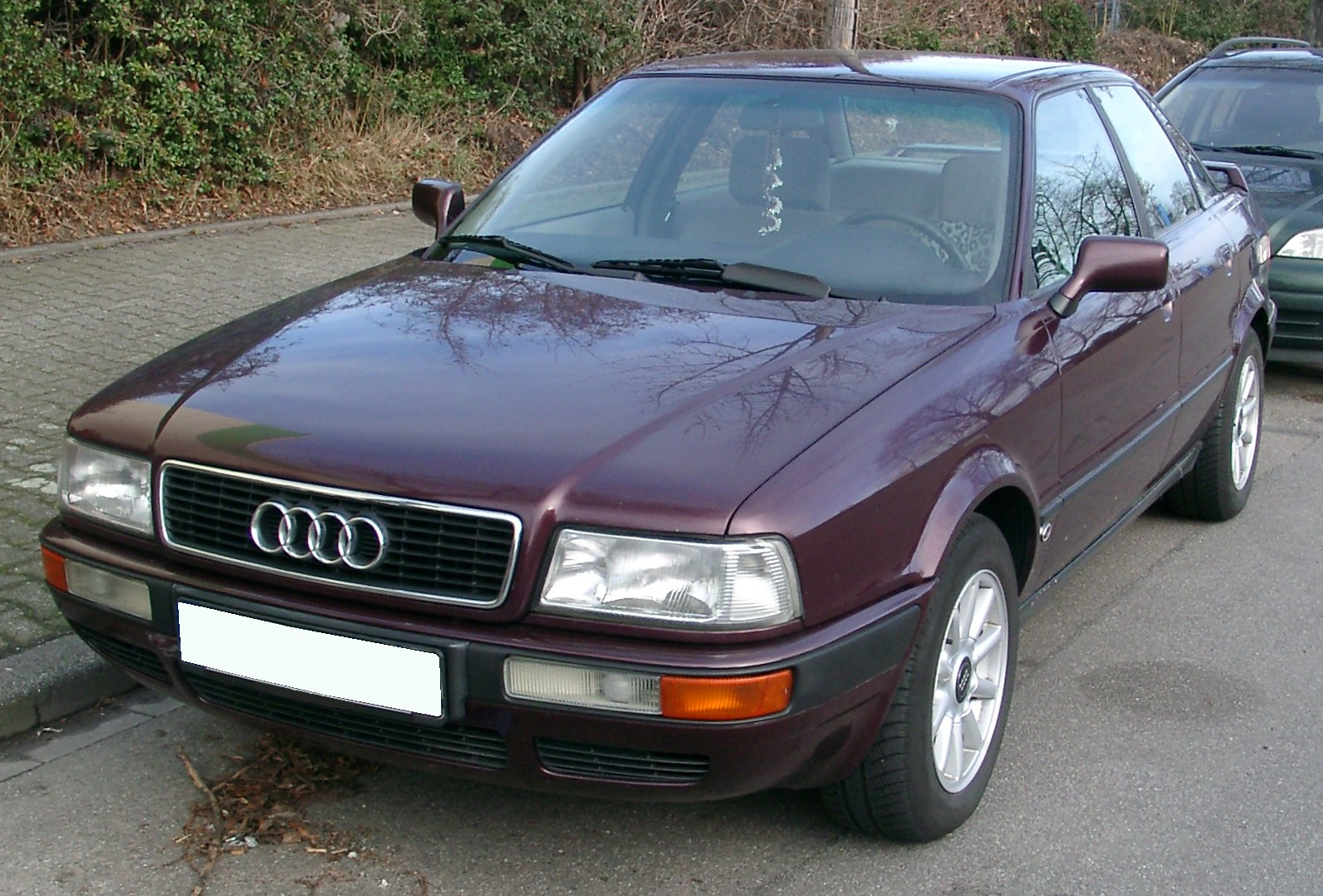
Audi 80 B4 V6

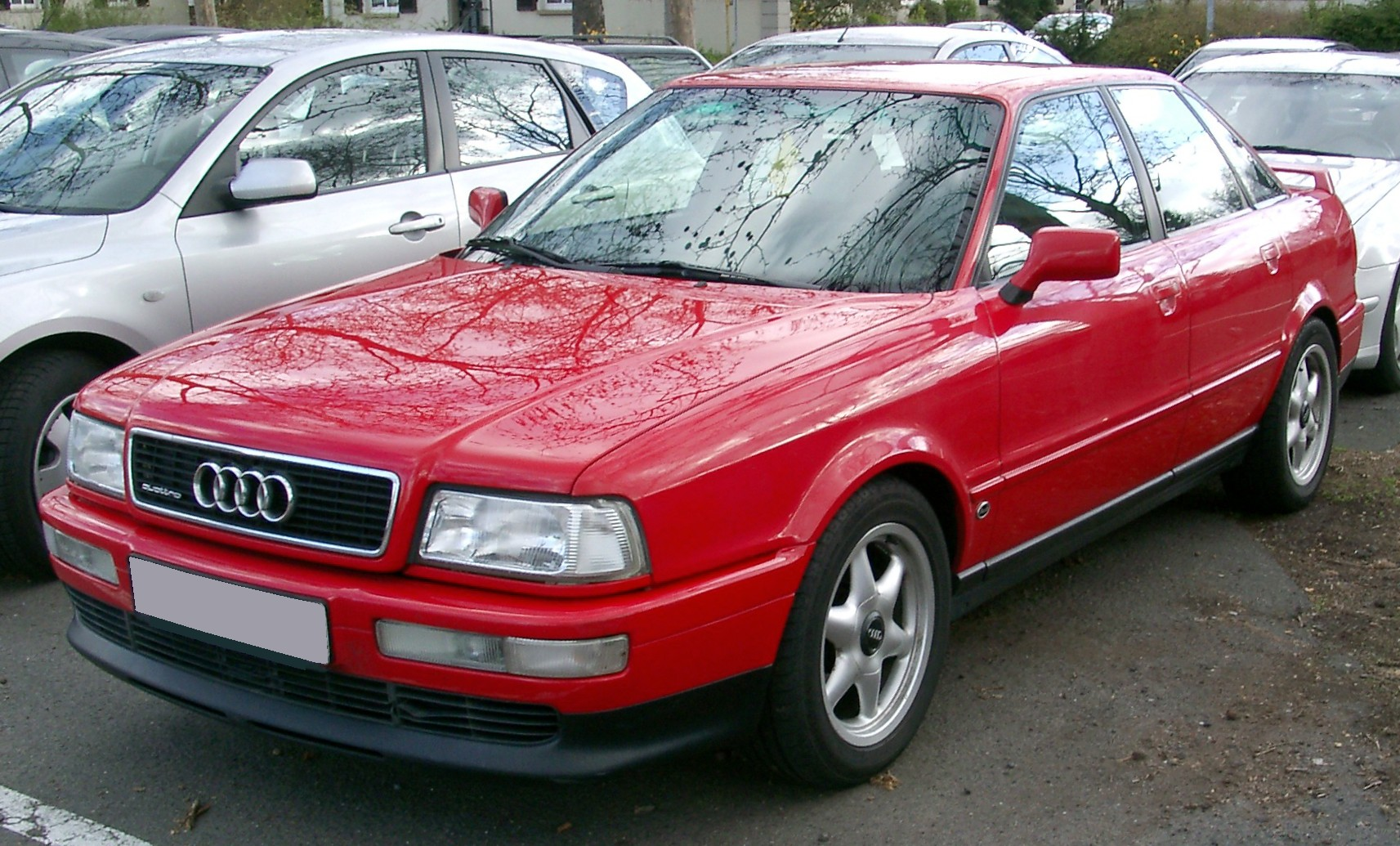
Audi 80 B4 Quattro

### Historia
Audi 80 B4 (Typ 8C) powstało na zmodernizowanej platformie Audi 80 B3 (Typ 89/8A). Prezentacja modelu miała miejsce w sierpniu 1991 roku, zaś pierwszym rokiem modelowym był już 92".
Z zewnątrz próżno doszukiwać się spektakularnych różnic: auto wyposażono w inną maskę silnika (scaloną z grillem), zderzaki, błotniki, standardowo koła 15", wprowadzono też lepszej jakości materiały wnętrza.
O niemal 7 cm został zwiększony rozstaw osi.
Pomimo znacznego podobieństwa wyglądem z modelem 80 B3, konstrukcja samochodu uległa sporym zmianom. Wprawdzie ogólna konstrukcja przedniego zawieszenia oraz układu hamulcowego poza szczegółami pozostały te same, jednak tył samochodu został całkowicie przebudowany. Podłużnice sięgają aż do pasa tylnego, co zdecydowanie wzmocniło tył samochodu, lecz przede wszystkim dało możliwość umieszczenia zbiornika paliwa pod podłogą bagażnika. To z kolei pozwoliło na zastosowanie składanego oparcia tylnej kanapy oraz zbudowanie wersji Avant.
Avant, bo tak producent z Ingolstadt zwykł nazywać wersję nadwoziowe kombi swoich modeli, został zaprezentowany rok po wejściu na rynek modelu B4 – w sierpniu 1992 roku.
Ponadto obok tego rodzinnego modelu pojawiła się również wersja nadwozia Kabriolet.
Wraz z modelem B4 z oferty Audi zniknął model Audi 90 będący bardziej ekskluzywną wersją standardowej „osiemdziesiątki”. Od tego czasu wszystkie modele, nawet te wysoko wyposażone, legitymowały się emblematem 80. Zupełnie odwrotna sytuacja miała miejsce na rynku północnoamerykański. Tam z salonów zniknęły modele Audi 80 na rzecz nieoferowanych w Europie 90 B4.
Produkcja nadwozia sedan została wstrzymana pod koniec roku 1994, natomiast modele Avant i Coupé produkowano do 1996. Następcą modelu 80 zostało nowo nazwane Audi A4.

### Rynek Północnoamerykański
Nowe samochody wysyłanie do odbiorców za Atlantykiem charakteryzowały się bardzo wysokim standardem wyposażenia podstawowego; mowa m.in. o elektrycznych szybach, lusterkach, klimatyzacji, tempomacie czy elektrycznie sterowanych, skórzanych fotelach. Za tak doposażony samochód w Europie trzeba było zapłacić niezwykle duże pieniądze. Jedyną jednostką napędową z jaką model 90 B4 był oferowany był silnik 2.8E który opcjonalnie można było połączyć z układem Quattro. Za oceanem nie oferowano natomiast wersji Avant.

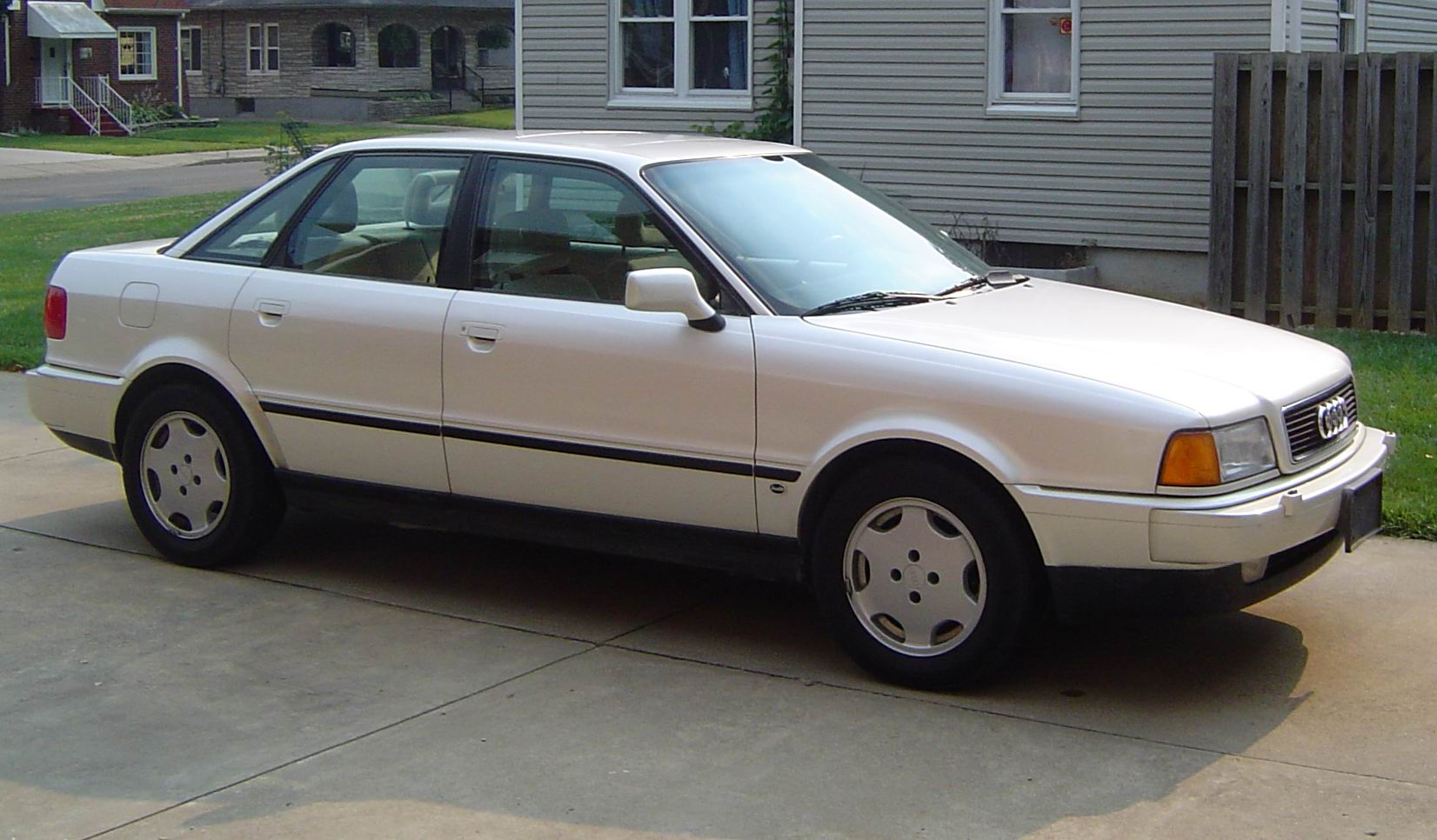
Audi 90S – model na rynek północnoamerykański

### Audi Competition
W roku 1994 Audi zbudowało około 2500 sztuk modelu Audi 80 Competition Quattro na rynek europejski, w celu uzyskania homologacji uprawniającej do udziału w wyścigach samochodowych. Auta były wyposażone w napęd na obie osie, silnik 2.0 16V i występowały wyłącznie w nadwoziu sedan. Na zewnątrz 80 Competition Quattro można rozpoznać po przednim zderzaku z zespolonymi reflektorami takim jak w modelu S2 i Coupé, aluminiowej lotce montowanej na tylnej klapie, 16-calowych alufelgach o specjalnym wzorze, a także charakterystycznym tylnym zderzaku jak w modelu S2. Auto oferowano jedynie w trzech kolorach nadwozia: czerwonym Laser, czarnym perłowym Vulcan i srebrnym Kristall. Competition występowało w dwóch wersjach wyposażenia: pierwsza obejmowała radioodtwarzacz Audi Gamma, elektryczny szyberdach i regulowany na wysokość fotel kierowcy. Drugi natomiast doposażał auto w klimatyzację i elektrycznie sterowane wszystkie szyby i lusterka.

### Audi S2
Rok 1993 przyniósł prezentację topowych wersji Audi 80 w nadwoziach Sedan i Avant. Wykorzystywały one podzespoły modelu S2 Coupé zaprezentowanego dwa lata wcześniej. Pod maską aut opatrzonych tym dumnym symbolem zagościła 5-cylindrowa jednostka o pojemność 2.2 litra doładowana przez turbosprężarke firmy KKK (oznaczenie ABY). Był to zmodyfikowany silnik znany z modelu Audi 200 (montowany również w S2; wczesne modele coupé). Nowa turbina dająca wyższe ciśnienie zapewniła wzrost osiągów w stosunku do starszej jednostki 3B. Ponadto skrzynia biegów o sześciu przełożeniach i seryjny napęd Quattro sprawiał, iż model S2 na torze stał się godnym konkurentem nawet dla większych i mocniejszych super-sedanów, tj. BMW M5 E34 czy Mercedes-Benz 500E. Razem wyprodukowano 9488 sztuk S2 z czego aż 7370 to modele coupé, 1812 sztuk stanowi wersja Avant, zaś jedyne 306 egzemplarzy – sedan.

### Audi RS2
Marcowy salon samochodowy w Genewie roku 1994 przyniósł ze sobą prezentację niezwykłej edycji Audi 80 – jeszcze szybszą i bardziej niedostępną od modelu S2. Jest to pierwszy model z serii RS, opracowany we współpracy z Porsche. Silnik stanowiła przebudowana jednostka znana ze słabszego modelu S2. Z pojemności nieco ponad 2.2 litra udało się osiągnąć 315 KM i 410 Nm, co w połączeniu ze stałym napędem na obie osie Quattro i precyzyjną skrzynią biegów marki ZF zapewniało przyspieszenie do prędkości 100 kilometrów na godzinę w zaledwie 5,4 sekundy. Układ hamulcowy pochodził z Porsche 968, same 17-calowe felgi również były firmowane przez Porsche. Zarówno wygląd zewnętrzny, jak i wewnętrzny jasno pokazuje, iż nie mamy do czynienia z samochodem „czysto cywilnym”. Wyprodukowano zaledwie 2894 sztuk tego pojazdu, z czego tylko 4 egzemplarze stanowiły nadwozie sedan.

### Modele i wersje silnikowe B4
| Model                                | Lata produkcji                    | Typ silnika                                                       | Oznaczenie                        | Pojemność silnika                 | Moc silnika (KM)                  | Moment obrotowy (Nm)              | Przyśpieszenie 0–100 km/h         | Prędkość maksymalna               |
| Silniki benzynowe B4 (1991-1996):    | Silniki benzynowe B4 (1991-1996): | Silniki benzynowe B4 (1991-1996):                                 | Silniki benzynowe B4 (1991-1996): | Silniki benzynowe B4 (1991-1996): | Silniki benzynowe B4 (1991-1996): | Silniki benzynowe B4 (1991-1996): | Silniki benzynowe B4 (1991-1996): | Silniki benzynowe B4 (1991-1996): |
| ------------------------------------ | --------------------------------- | ----------------------------------------------------------------- | --------------------------------- | --------------------------------- | --------------------------------- | --------------------------------- | --------------------------------- | --------------------------------- |
| 1.6                                  | 1992 – 1994                       | R4-8v SOHC (wtrysk jednopunktowy Bosch Mono-Motronic TBI-i)       | ABM                               | 1595 cm³                          | 71 przy 5400 obr./min             | 120 przy 3000 obr./min            | 16,2                              | 165 km/h                          |
| 1.6                                  | 1992 – 1995                       | R4-8v SOHC (wtrysk wielopunktowy K-Jetronic)                      | ABB                               | 1595 cm³                          | 102 przy 6100 obr./min            | 127 przy 3700 obr./min            | 14,3                              | 181 km/h                          |
| 1.6                                  | 1992 – 1995                       | R4-8v SOHC (wtrysk wielopunktowy Hitachi MPI MFI-i)               | ADA                               | 1595 cm³                          | 102 przy 6100 obr./min            | 127 przy 3700 obr./min            | 13,5                              | 181 km/h                          |
| 2.0                                  | 1991 – 1995                       | R4-8v SOHC (wtrysk jednopunktowy Bosch Mono-Motronic 1.2.1 TBI-i) | ABT                               | 1984 cm³                          | 90 przy 5400 obr./min             | 148 przy 3000 obr./min            | 13,6 s                            | 177 km/h                          |
| 2.0E                                 | 1991 – 1995                       | R4-8v SOHC (wtrysk wielopunktowy Bosch Digifant MFI-i)            | ABK                               | 1984 cm³                          | 115 przy 5400 obr./min            | 166 przy 3200 obr./min            | 11,8 s                            | 190 km/h                          |
| 2.0E 16v                             | 1991 – 1995                       | R4-16v DOHC (wtrysk wielopunktowy Bosch KE-Motronic 1.2 MFI-c)    | ACE                               | 1984 cm³                          | 140 przy 5800 obr./min            | 181 przy 4500 obr./min            | 9,6 s                             | 201 km/h                          |
| 2.3E                                 | 1991 – 1994                       | R5-10v SOHC (wtrysk wielopunktowy mechaniczny KE-Jetronic MFI-c)  | NG                                | 2309 cm³                          | 133 przy 5500 obr./min            | 186 przy 4000 obr./min            | 9,8 s                             | 200 km/h                          |
| 2.6E                                 | 1992 – 1995                       | V6-12v DOHC (wtrysk wielopunktowy VAG MPI MFI-s)                  | ABC                               | 2598 cm³                          | 150 przy 5750 obr./min            | 225 przy 3500 obr./min            | 9,3 s                             | 212 km/h                          |
| 2.8E                                 | 1991 – 1995                       | V6-12v DOHC (wtrysk wielopunktowy VAG MPI MFI-s)                  | AAH                               | 2771 cm³                          | 174 przy 5500 obr./min            | 250 przy 3000 obr./min            | 8,0 s                             | 220 km/h                          |
| 2.0E Quattro                         | 1991 – 1994                       | R4-8v SOHC (wtrysk wielopunktowy Bosch Digifant MFI-i)            | ABK                               | 1984 cm³                          | 115 przy 5400 obr./min            | 166 przy 3200 obr./min            | 11,9 s                            | 190 km/h                          |
| 2.0E 16v Quattro                     | 1991 – 1995                       | R4-16v DOHC (wtrysk wielopunktowy KE- Motronic 1.2 MFI-c)         | ACE                               | 1984 cm³                          | 140 przy 5800 obr./min            | 181 przy 4500 obr./min            | 9,8 s                             | 206 km/h                          |
| 2.3E Quattro                         | 1991 – 1994                       | R5-10v SOHC (wtrysk wielopunktowy mechaniczny KE-Jetronic MFI-c)  | NG                                | 2309 cm³                          | 133 przy 5500 obr./min            | 186 przy 4000 obr./min            | 9,9 s                             | 200 km/h                          |
| 2.6E Quattro                         | 1992 – 1995                       | V6-12v DOHC (wtrysk wielopunktowy VAG MPI MFI-s)                  | ABC                               | 2598 cm³                          | 150 przy 5750 obr./min            | 225 przy 3500 obr./min            | 9,5 s                             | 210 km/h                          |
| 2.8E Quattro                         | 1991 – 1995                       | V6-12v DOHC (wtrysk wielopunktowy VAG MPI MFI-s)                  | AAH                               | 2771 cm³                          | 174 przy 5500 obr./min            | 250 przy 3000 obr./min            | 8,3 s                             | 215 km/h                          |
| S2 2.2T 20V Quattro                  | 1993 – 1995                       | R5-20v DOHC (wtrysk wielopunktowy Bosch Motronic MFI-s)           | ABY                               | 2226 cm³                          | 230 przy 5900 obr./min            | 380 przy 2100 obr./min            | 6,0 s                             | 246 km/h                          |
| RS2 2.2T 20V Quattro                 | 1994 – 1995                       | R5-20v DOHC (wtrysk wielopunktowy Bosch Motronic M2.3.2 MFI-s)    | ADU                               | 2226 cm³                          | 316 przy 6500 obr./min            | 410 przy 3000 obr./min            | 5,4 s                             | 262 km/h                          |
| Silniki wysokoprężne B4 (1991-1996): |                                   |                                                                   |                                   |                                   |                                   |                                   |                                   |                                   |
| 1.9TD                                | 1991 – 1995                       | R4-8v SOHC (turbo diesel)                                         | AAZ                               | 1896 cm³                          | 75 przy 4400 obr./min             | 140 przy 2200 obr./min            | 17,5 s                            | 162 km/h                          |
| 1.9TDI                               | 1991 – 1995                       | R4-8v SOHC (wtrysk bezpośredni TDI)                               | 1Z                                | 1896 cm³                          | 90 przy 4000 obr./min             | 182 przy 2300 obr./min            | 14,1 s                            | 171 km/h                          |